# Rob Lowe
Pour les articles homonymes, voir Lowe.
Robert Helper Lowe, dit Rob Lowe est un acteur, producteur et réalisateur américain né le 17 mars 1964 à Charlottesville (Virginie).
Il a été membre du Brat Pack, groupe de jeunes acteurs et actrices qui sont devenus célèbres dans les années 1980.
Nommé à six reprises aux Golden Globes, il est surtout connu pour son rôle de Sam Seaborn dans la série politique À la Maison-Blanche, celui de Chris Traeger dans la sitcom Parks and Recreation et pour celui de Robert McCallister dans la série dramatique Brothers and Sisters.
Depuis 2019, il porte le drame 9-1-1: Lone Star, série dérivée de 9-1-1.

## Biographie

### Enfance et formation
Rob Lowe est né le 17 mars 1964 à Charlottesville, dans l'État de Virginie. Ses parents sont Barbara Hepler et Charles Davis Lowe. Il est le frère de Chad Lowe, également acteur.
Il est le demi-frère de Micah Dyer (1973), producteur de télévision, né du deuxième mariage de sa mère ainsi que de Justin W. Lowe (1990), né du deuxième mariage de son père.
Il a étudié à la Santa Monica High School (en) en Californie avec Sean Penn, Robert Downey Jr., et Charlie Sheen.

### Débuts de carrière
Rob Lowe commence sa carrière comme mannequin pour des magazines pour adolescentes. Il fait ensuite ses débuts comme acteur à la télévision, dans diverses séries télévisées : A New Kind of Family (1979), ABC Afterschool Specials (1980 – 1981), Thursday's Child (1983).
En 1983, le réalisateur Francis Ford Coppola (Le Parrain, Apocalypse Now) recherche de jeunes acteurs charismatiques pour son prochain film Outsiders. Le jeune Rob Lowe (18 ans) se fait alors remarquer et endosse le rôle de Sodapop Curtis. Dans la distribution, d’autres vedettes montantes font leurs débuts : Matt Dillon, Patrick Swayze, Tom Cruise, Diane Lane, Emilio Estevez, Ralph Macchio entre autres. Aux États-Unis, Outsiders sort sur les écrans, le 25 mars 1983 : le film est un succès commercial, remportant plus de 25 millions de dollars de recettes sur le sol américain. Bien que le personnage qu’il interprète soit secondaire, la carrière cinématographique du jeune acteur est lancée.

### Révélation
La même année sort sur les écrans : Class, une comédie dans laquelle Rob Lowe partage la tête d’affiche avec son camarade Andrew McCarthy, membre du Brat Pack (nom donné au groupe d’acteurs et d’actrices nord-américains de cette génération), ainsi qu’avec Jacqueline Bisset. Le film sort le 22 juillet 1983 aux États-Unis : c'est un succès au box office américain, rapportant plus de 21 millions de dollars de recette sur le territoire américain.
Viennent ensuite : Hotel New Hampshire et Oxford Blues en 1984. Les films ne font pas des étincelles au box office, mais font des scores assez satisfaisants pour l’époque et leurs faibles budgets. Hotel New Hampshire bénéficie d’une très bonne réputation dans la communauté des cinéphiles et il est bien accueilli par la critique.
Rob Lowe continue sur sa lancée : en 1985, il joue dans St. Elmo's Fire réalisé par Joel Schumacher (8mm, Phone Game). Le film marche très bien au box office et rapporte pas moins de 37 millions de dollars aux États-Unis. Dans la distribution, sont réunis : Emilio Estevez, Andrew McCarthy, Demi Moore, Judd Nelson et Andie MacDowell. C’est à cette époque qu'il devient un véritable sex-symbol.
Le 31 janvier 1986, apparaît sur les écrans américains : Youngblood, un film sur le hockey. Il partage pour la seconde fois l’affiche avec Patrick Swayze ; Keanu Reeves est aussi dans la distribution dans un petit rôle.
Pendant l’été 1986 aux États-Unis, il est la star d’une comédie romantique de mœurs : À propos d'hier soir... d’Edward Zwick (Légendes d'automne, Blood Diamond), adapté du roman Sexual Perversity in Chicago de David Mamet. Il y donne la réplique à Demi Moore et James Belushi. Le film est son plus grand succès en tête d’affiche, il rapporte plus de 38 millions de dollars de recettes sur le sol américain.
En 1987, il interprète un simple d’esprit dans le drame : Square Dance. Le film est un échec au box office mais Rob Lowe est nommé pour un Golden Globe. C’est à cette période qu'il cumule les échecs, autant dans sa vie privée qu’au cinéma.
Masquerade sort au cinéma en 1988. Dans ce thriller, il interprète un gigolo conspirateur, convoitant la fortune d’une jeune héritière… Le film fait un score moyen au box office, malgré quelques scènes très « hot » et la distribution : Meg Tilly, Kim Cattrall, Doug Savant et John Glover.
La même année il est à l’affiche de la comédie : Illégalement vôtre, qui fait un échec au box office.

### Scandale et passage au second plan
En 1988, apparaît une cassette vidéo impliquant Rob Lowe dans des ébats sexuels avec deux jeunes femmes, dont une mineure de 16 ans, alors qu'il assistait à la Convention nationale démocrate à Atlanta. La mère de la jeune fille a engagé une procédure, mais l'acteur n'a jamais été poursuivi. Il est condamné à des travaux d’intérêt général. Cette mésaventure ternit largement son image auprès du grand public. Accompagnant la première cassette, une autre vidéo apparaît dans laquelle il fait une partie à trois avec un de ses amis et un jeune mannequin appelé « Jennifer » dans une chambre d’hôtel à Paris.
Le public et les studios le boudent, à cette époque il devient la risée des médias. La fin des années 1980 sonne comme une traversée du désert pour l’acteur.
Le 29 mars 1989, il participe à l’ouverture de la 61e cérémonie des Oscars, à Los Angeles. C’est un hommage aux 50 ans du film de Walt Disney Pictures, Blanche-Neige et les Sept Nains, où il interprète un certain prince charmant au côté de l’actrice Eileen Bowman (Blanche Neige) dans un début de cérémonie tout en chansons. La société Disney choquée, entamera une procédure par la suite, pour utilisation non autorisée de ses personnages.
En 1990, le réalisateur Curtis Hanson (L.A. Confidential, 8 Mile) lui offre de rebondir avec le rôle d’un manipulateur froid et habile « capable de filmer avec un caméscope le meurtre qu’il vient de commettre, ou les ébats sexuels de sa future proie ».
Il voit avec Bad Influence l’occasion de revenir sur le devant de la scène, tout en surfant sur la vague de son image de « bad boy ». Mais le public n’est pas au rendez-vous. Le cinéma ne lui proposera plus de premiers rôles.
Il accumule les seconds rôles au cinéma et dans divers téléfilms : Wayne's World (1992), Frank and Jesse (en) (1994), Le Fléau (1994), Austin Powers (1997), Contact (1997), Atomic Train (1999), etc.

### Retour télévisuel et production

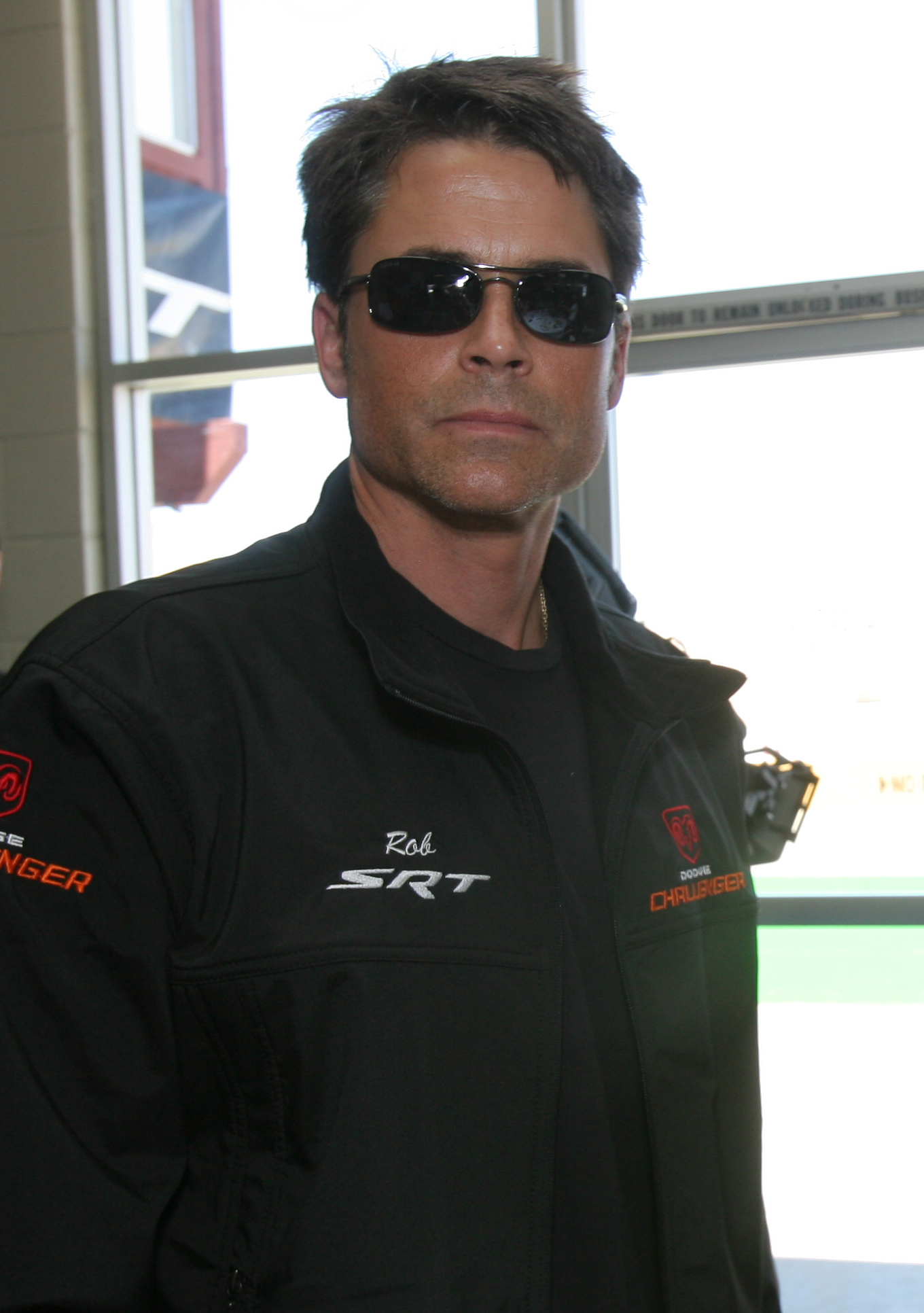
Lors d'un évènement organisé par la marque Dodge, en 2009.

Et comme plusieurs anciennes stars déchues des années 1980, il finit par se faire progressivement une place à la télévision. C'est ainsi que durant la décennie 2000, sa notoriété redevient importante aux États-Unis grâce à plusieurs rôles.
C’est avec la série télévisée À la Maison-Blanche qu’il redevient véritablement une vedette, en interprétant Sam Seaborn durant quatre saisons. Son interprétation lui permet d'être nommé au Golden Globe du meilleur acteur dans une série télévisée dramatique. Mais après un différend avec les producteurs au sujet de son salaire, qui n'a pas été triplé contrairement à celui de son collègue Martin Sheen (« 300 000 dollars par épisode » à l'époque), Rob Lowe décide de quitter la série. Un différend chassant un autre, on peut noter que, pendant toute sa participation à la série, le générique présentant les noms des acteurs par ordre alphabétique en se terminant par celui de Martin Sheen, ce qui se comprend aisément, mentionne, en premier, le sien.
Il participe ensuite à divers pilotes de série, mais c’est dans le rôle récurrent du sénateur Robert McCallister de la série à succès Brothers and Sisters (2006-2010) qu’il continue sa carrière aux côtés de Calista Flockhart.
À partir de 2010, il apparaît également dans la série Parks and Recreation dans le personnage de Chris Traeger, le gérant municipal toujours joyeux et plein d'énergie aux côtés d'Amy Poehler, Chris Pratt et Adam Scott.

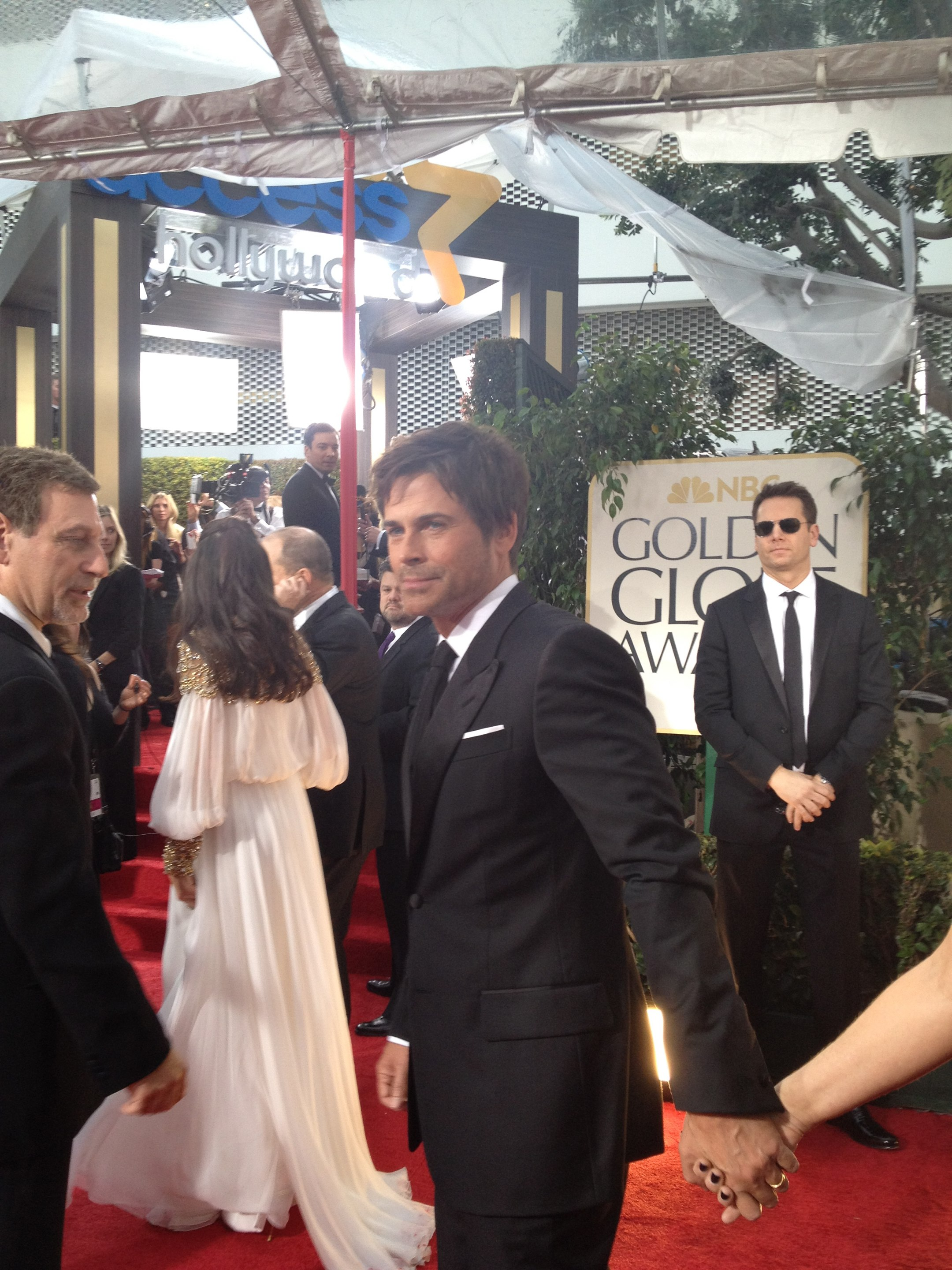
Lors de la 69e cérémonie des Golden Globes, en 2012.

En 2011, il joue le rôle d'Eddie Nero dans la quatrième saison de la série télévisée Californication. Il reprend également ce rôle dans la cinquième saison et revient le temps d'un épisode dans la septième.
En 2014, il joue dans la comédie Sex Tape de Jake Kasdan aux côtés de Cameron Diaz et Jason Segel. Il y joue de son image sous forme de clin d'oeil à son scandale sexuel. La même année, il séduit en interprétant John Fitzgerald Kennedy dans le biopic salué Killing Kennedy.
Entre 2015 et 2016, il défend l'éphémère sitcom The Grinder, pourtant accueillie positivement par la critique mais annulée au bout d'une seule saison. Ce retour en tant que vedette est tout de même salué et lui vaut une citation pour le Golden Globe du meilleur acteur dans une série télévisée musicale ou comique. Puis en 2016, il vient renforcer l'équipe médicale de Code black à partir de la saison 2.
En 2017, avec ses fils ils se sont lancés dans le monde de la télé-réalité dans la série The Lowe Files, qui retrace leurs voyages et explorations à travers le pays, dans des mystères non résolus.
En 2019, il joue dans la comédie romantique de Noël, Un safari pour Noël (Christmas in the Wild) d'Ernie Barbarash, le rôle de Derek Holliston. Le film est disponible depuis le 1er novembre 2019 sur Netflix. Il partage l'affiche avec Kristin Davis (Sex and the City) et avec l'un de ses fils, John Owen Lowe.
Le 12 mai 2019, il rejoint le casting principal de la série 9-1-1: Lone Star, le spin-off de la série 9-1-1 de Ryan Murphy et Brad Falchuk dans une version basée à Austin, Texas dans le rôle d'Owen Strand aux côtés de Liv Tyler et Jim Parrack,. La série est diffusée depuis le 19 janvier 2020 sur le réseau Fox.

## Vie privée

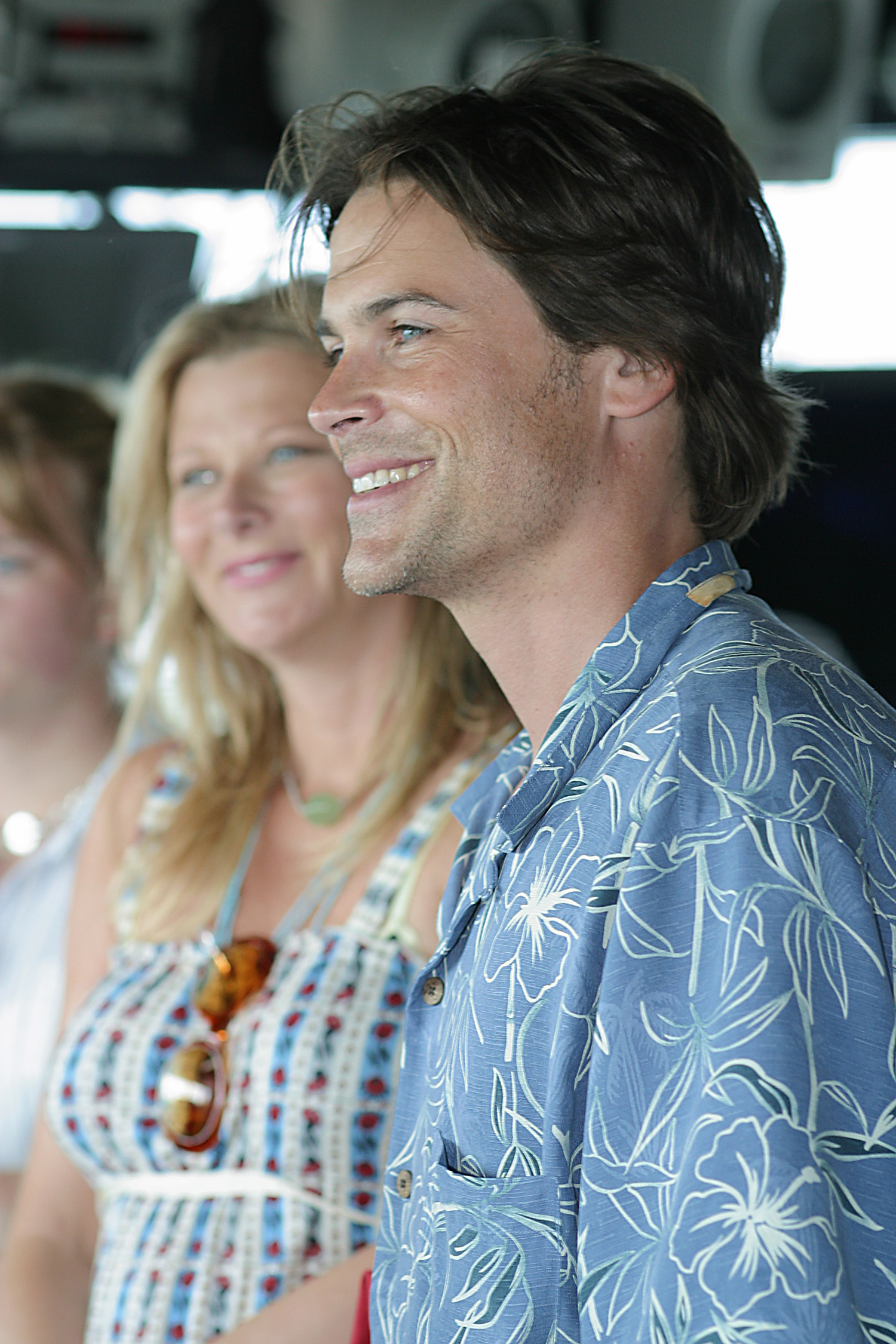
Avec sa femme Sheryl Berkoff, en 2003.

Il a été en couple avec Melissa Gilbert, actrice américaine qui a notamment interprété le rôle de Laura Ingalls dans La Petite Maison dans la prairie. Rob Lowe a également fréquenté Winona Ryder, actrice américaine (Heathers, Une vie volée), Stéphanie de Monaco, membre de la famille princière monégasque et Nastassja Kinski, actrice et mannequin allemande,
Depuis le 22 juillet 1991, il est marié avec Sheryl Berkoff, qui est maquilleuse pour le cinéma. Ensemble, ils ont deux enfants : Matthew Edward Lowe, né en 1993 et John Owen Lowe (en), né le 6 novembre 1995.

## Filmographie

### Cinéma
- 1983 : Outsiders (The Outsiders) de Francis Ford Coppola : Sodapop Curtis
- 1983 : Class de Lewis John Carlino : Franklin Burroughs IV
- 1984 : Oxford Blues de Robert Boris : Nick De Angelo
- 1984 : L'Hôtel New Hampshire de Tony Richardson : John Berry
- 1985 : St. Elmo's Fire de Joel Schumacher : Billy Hicks
- 1986 : À propos d'hier soir... (About Last Night...) d'Edward Zwick : Danny Martin
- 1986 : Youngblood de Peter Markle : Dean Youngblood
- 1987 : Square Dance de Daniel Petrie : Rory Torrance
- 1988 : Masquerade (Mascarade) de Bob Swaim : Tim Whalen
- 1988 : Illégalement vôtre de Peter Bogdanovich : Richard Dice
- 1990 : Bad Influence de Curtis Hanson : Alex
- 1991 : À plein tube ! (The Dark Backward) d'Adam Rifkin : Dirk Delta
- 1991 : The Finest Hour (en) de Shimon Dotan : Lawrence Hammer
- 1992 : Wayne's World de Penelope Spheeris : Benjamin Oliver
- 1994 : Frank and Jesse (en) de Robert Boris : Jesse James (également coproducteur)
- 1995 : Les Hommes de l'ombre (Mulholland Falls) de Lee Tamahori : Hoodlum
- 1995 : Le Courage d'un con (Tommy Boy) de Peter Segal : Paul Barish (non crédité)
- 1996 : Fox Hunt de Michael Berns : Edison Pettibone
- 1996 : First Degree de Jeff Woolnough : Det. Rick Mallory (vidéofilm)
- 1997 : Austin Powers de Jay Roach : l'ami de l'homme de main décapité (non crédité)
- 1997 : Risques et périls (Living in Peril) de Jack Ersgard : Walter Woods
- 1997 : Contact de Robert Zemeckis : Richard Rank
- 1997 : Sans foi ni loi (Hostile Intent) de Jonathan Heap : Cleary
- 1998 : Crazy Six d'Albert Pyun : Billy / Crazy Six (vidéofilm)
- 1998 : For Hire de Jean Pellerin : Mitch Lawrence
- 1998 : Un amour sauvé de l'enfer (One Hell of a Guy) de James David Pasternak : Nick
- 1999 : Dead Silent de Roger Cardinal : Kevin Finney
- 1999 : Austin Powers 2 : L'Espion qui m'a tirée (Austin Powers in the Spy who shagged me) de Jay Roach  : Jeune Numéro Deux
- 1999 : Chassés-croisés sentimentaux (Winding Roads) de Theodore Melfi : Partygoer
- 2000 : The Specials de Craig Mazin : The Weevil
- 2000 : Haute Pression (Under Pressure) de Jean Pellerin : John Spencer
- 2001 : Proximity de Scott Ziehl  : William Conroy
- 2002 : Austin Powers dans Goldmember (Austin Powers in Goldmember) de Jay Roach : Jeune Numéro Deux
- 2003 : Hôtesse à tout prix (View From the Top) de Bruno Barreto : Copilote Steve Bench
- 2004 : Jiminy Glick in Lalawood de Vadim Jean : lui-même
- 2006 : Thank You for Smoking de Jason Reitman : Jeff Megall
- 2009 : The Invention of Lying de Ricky Gervais et Matthew Robinson : Brad Kessler
- 2011 : I Melt with You de Mark Pellington : Jonathan (également producteur exécutif)
- 2011 : Breakaway de Robert Lieberman : Dan Winters
- 2012 : Knife Fight de Bill Guttentag : Paul Turner
- 2014 : Sex Tape de Jake Kasdan : Hank
- 2014 : Mune, le gardien de la lune de Alexandre Heboyan et Benoît Philippon : Sohone (animation - voix originale)
- 2014 : L'interview qui tue ! de Evan Goldberg et Seth Rogen : lui-même (caméo - non crédité)
- 2015 : Pocket Listing de Conor Allyn : Frank Hunter
- 2017 : Monster Cars (Monster Trucks) de Chris Wedge : Reece Tenneson
- 2017 : How to be a Latin Lover de Ken Marino : Rick
- 2018 : Super Troopers 2 de Jay Chandrasekhar : Guy LeFranc
- 2019 : Un safari pour Noël (Christmas in the Wild) d'Ernie Barbarash : Derek Holliston  (également producteur exécutif)
- 2019 : L'Alchimie de Noël (The Knight Before Christmas) de Monica Mitchell : Derek
- 2023 : Chien perdu (Dog Gone) de Stephen Herek : John

### Télévision

#### Séries télévisées
- 1979 - 1980 : A New Kind of Family : Tony Flanagan (rôle principal, 11 épisodes)
- 1980 - 1981 : ABC Afterschool Specials : Charles Elderberry / Jeff Bartlett (2 épisodes)
- 1994 : Le Fléau (The Stand) : Nick Andros (mini-série, 4 épisodes)
- 1995 : The Larry Sanders Show : lui-même (1 épisode)
- 1999 : Atomic Train : John Seger (mini-série, 2 épisodes)
- 1999 - 2006 : À la Maison-Blanche (The West Wing) : Sam Seaborn (rôle principal, 85 épisodes)
- 2003 : The Lyon's Den (en) : John Turner (rôle principal, 13 épisodes - également producteur exécutif de 4 épisodes et producteur de 1 épisode)
- 2004 - 2006 : Dr Vegas : Dr Billy Grant (rôle principal, 10 épisodes - également producteur de 6 épisodes)
- 2005 : Beach Girls : Jack Kilvert (rôle principal, 6 épisodes)
- 2006 - 2010 : Brothers and Sisters : Robert McCallister (rôle principal, 78 épisodes)
- 2007 et 2009 : Les Griffin (Family Guy) : Stanford Cordray / Lui-même (voix, 2 épisodes)
- 2010 : Californication : Eddie Nero (rôle récurrent, 6 épisodes)
- 2011 : La Ligue des justiciers : Nouvelle Génération : Captain Marvel (voix, 2 épisodes)
- 2011 - 2015 : Parks and Recreation : Chris Traeger (rôle principal, 77 épisodes)
- 2013 : Franklin & Bash : Lui-même (saison 3)
- 2015 : You, Me and the Apocalypse : Jude Sutton (rôle principal, 8 épisodes)
- 2015 : Moonbeam City (en) : Dazzle Novak (voix - rôle principal, 10 épisodes - également producteur de 6 épisodes)
- 2015 - 2016 : The Grinder : Dean Sanderson, Jr. (rôle principal, 22 épisodes - également producteur exécutif de 22 épisodes)
- 2016 - 2019 : La Garde du Roi lion (The Lion Guard) : Simba (voix - 24 épisodes)
- 2016 - 2018 : Code Black : Ethan Willis (rôle principal - 29 épisodes)
- 2017 : The Orville : Darulio (2 épisodes)[13]
- 2019 : Wild Bill (en) : Bill Hixon (rôle principal, 6 épisodes)
- 2020 - 2025 : 9-1-1: Lone Star : Owen Strand (rôle principal, 72 épisodes - également coproducteur exécutif)
- 2023 - 2024 : Unstable : Ellis Dragon (rôle principal, 16 épisodes)

#### Téléfilms
- 1983 : Thursday's Child de David Lowell Rich : Sam Alden
- 1990 : Le soulier magique (If the Shoe Fits) de Tom Clegg : Francesco Salvitore
- 1993 : Suddenly, Last Summer de Richard Eyre : Dr Cukrowicz
- 1996 : On Dangerous Ground de Lawrence Gordon Clark : Sean Dillon
- 1997 : Midnight Man de Lawrence Gordon Clark : Sean Dillon
- 1998 : Outrage de Robert Allan Ackerman : Tom Casey
- 2001 : Traque sans répit (Jane Doe) de Kevin Alyn Elders : David Doe
- 2002 : Les Souliers de Noël (The Christmas Shoes) de Andy Wolk : Robert Layton
- 2002 : Une place au soleil (Framed) de Daniel Petrie Jr. : Mike Santini
- 2004 : Coup de cœur, coup de foudre (Perfect Strangers) de Robin Sheppard : Lloyd Rockwell
- 2004 : Salem (Salem's Lot) de Mikael Salomon : Ben Mears
- 2005 : Le Miracle du cœur (The Christmas Blessing) de Karen Arthur : Robert Layton
- 2006 : Une merveilleuse journée de Peter Levin : Rob Harlan
- 2007 : Hypnose 2 de Ernie Barbarash : Ted Cogan
- 2009 : Au-delà des apparences (Too Late to Say Goodbye) de Norma Bailey : Bart Corbin
- 2012 : L'Intouchable Drew Peterson (Forget Me Never) de Mikael Salomon : Drew Paterson
- 2013 : Ma vie avec Liberace (Behind the Candelabra) de Steven Soderbergh : Dr. Jack Startz
- 2013 : Prosecuting Casey Anthony de Peter Werner : Jeff Ashton  (également producteur exécutif)
- 2013 : Killing Kennedy de Nelson McCormick : John F. Kennedy
- 2014 : The Pro de Todd Holland : Ben Bertrahm  (également producteur exécutif)
- 2015 : Tes milliards m'appartiennent (Beautiful & Twisted) de Christopher Zalla : Ben Novack Jr. (également producteur exécutif)
- 2015 : La Garde du Roi lion: Un nouveau cri (The Lion Guard: Return of the Roar) d'Howy Parkins : Simba (animation - voix originale)
- 2018 : The Bad Seed (en) de lui-même : David  (également producteur exécutif)

## Distinctions
Note : Cette section récapitule les principales récompenses et nominations obtenues par Robe Lowe. Pour une liste plus complète, se référer au site IMDb.
- Le 8 décembre 2015, il reçoit sa propre étoile sur le Walk Of Fame à Hollywood pour sa contribution à l'industrie télévisuelle, décernée par la Chambre de commerce de Los Angeles[15],[16].

### Récompenses
- 6e cérémonie des Razzie Awards 1986 : Pire second rôle masculin dans une comédie dramatique pour St. Elmo's Fire (1985).
- 6e cérémonie des Screen Actors Guild Awards 2001 : Meilleure distribution pour une série dramatique pour À la Maison-Blanche (1999) partagé avec Dulé Hill, Allison Janney, Moira Kelly, Janel Moloney, Richard Schiff, Martin Sheen, John Spencer et Bradley Whitford.
- 8e cérémonie des Screen Actors Guild Awards 2002 : Meilleure distribution pour une série dramatique pour À la Maison-Blanche (1999) partagé avec Stockard Channing, Dulé Hill, Allison Janney, Janel Moloney, Richard Schiff, Martin Sheen, John Spencer et Bradley Whitford.

### Nominations
- 41e cérémonie des Golden Globes 1984 : Meilleur acteur dans un second rôle dans une série, une mini-série ou un téléfilm pour Hallmark Hall of Fame (1983)  (Pour l'épisode "Thursday's Child").
- 45e cérémonie des Golden Globes 1985 : Meilleur acteur dans un second rôle dans un drame pour Square Dance (1987)
- 57e cérémonie des Golden Globes 2000 : Meilleur acteur dans une série dramatique pour À la Maison-Blanche (1999-2006).
- 53e cérémonie des Primetime Emmy Awards 2001 : Meilleur acteur dans une série télévisée dramatique pour À la Maison-Blanche (1999-2006).
- 58e cérémonie des Golden Globes 2001 : Meilleur acteur dans une série dramatique pour À la Maison-Blanche (1999-2006).
- 9e cérémonie des Screen Actors Guild Awards 2003 : Meilleure distribution pour une série dramatique pour À la Maison-Blanche (1999-2006) partagé avec Stockard Channing, Dulé Hill, Allison Janney, Joshua Malina, Janel Moloney, Mary-Louise Parker, Richard Schiff, Martin Sheen, John Spencer, Lily Tomlin et Bradley Whitford.
- 20e cérémonie des Screen Actors Guild Awards 2014 : Meilleur acteur dans une mini-série ou un téléfilm pour Killing Kennedy (2013)
- 71e cérémonie des Golden Globes 2014 : Meilleur acteur dans un second rôle dans une série, une mini-série ou un téléfilm pour Ma vie avec Liberace (2013)
- 73e cérémonie des People's Choice Awards 2016 : Acteur préféré dans une nouvelle série pour The Grinder (2015).
- 73e cérémonie des Golden Globes 2016 : Meilleur acteur dans une série musicale ou comique pour The Grinder (2015).

## Voix francophones
En France, Bruno Choël et Emmanuel Curtil sont les voix françaises les plus régulières en alternance de Rob Lowe.
Au Québec, Gilbert Lachance est la voix québécoise régulière de l'acteur.
En France
| - Bruno Choël dans : - À la Maison-Blanche (série télévisée) - Proximity - Salem (mini-série) - Brothers and Sisters (série télévisée) - Une merveilleuse journée (téléfilm) - Mytho-Man - Hypnose 2 - Au-delà des apparences (téléfilm) - Californication (série télévisée) - L'Intouchable Drew Peterson (téléfilm) - Killing Kennedy (téléfilm) - Sex Tape - L'Interview qui tue ! - Parks and Recreation (série télévisée) - Monster Cars - Code Black (série télévisée) - How to Be a Latin Lover - Super Troopers 2 - The Orville (série télévisée) - 9-1-1: Lone Star (série télévisée) - The Pentaverate (mini-série) - Chien perdu - Unstable (série télévisée) - Emmanuel Curtil dans : - Sans foi ni loi (téléfilm) - Atomic Train (mini-série) - Silence mortel (téléfilm) - Haute Pression - Traque sans répit (téléfilm) - Les Souliers de Noël (téléfilm) - Une place au soleil (téléfilm) - Coup de cœur, coup de foudre (téléfilm) - Beach Girls (mini-série) - Le Miracle du cœur (téléfilm) - Ma vie avec Liberace (téléfilm) - La Garde du Roi lion (voix) - Un safari pour Noël | - Éric Legrand dans : - L'Hôtel New Hampshire - Youngblood - Le Soulier magique (téléfilm) - Denis Laustriat dans : - Contact - Austin Powers 2 : L'Espion qui m'a tirée - Jean-Pierre Michaël dans : - Outrage (téléfilm) - Thank You For Smoking et aussi - Mark Lesser dans Outsiders - Patrick Poivey (* 1948 - 2020) dans Class - Luq Hamet dans St. Elmo's Fire - Dominique Collignon-Maurin dans À propos d'hier soir... - Bertrand Liebert dans Masquerade - Jean-Philippe Puymartin dans Bad Influence - Éric Herson-Macarel dans Wayne's World - Antoine Nouel dans Le Fléau (mini-série) - Philippe Roullier dans Frank and Jesse - Gabriel Le Doze dans Les Hommes de l'ombre - Damien Boisseau dans Austin Powers - Emmanuel Karsen dans Crazy Six - Charles Borg dans Un amour sauvé de l'enfer (téléfilm) - Patrick Béthune (* 1956 - 2017) dans Au cœur du pouvoir (série télévisée) - Anatole de Bodinat dans The Grinder (série télévisée) |

Au Québec
| - Gilbert Lachance dans : - Mortelle Influence - Profession : Hôtesse de l'air - L'invention du mensonge - L'échappée belle - La fosse aux lions - Film osé - Monstre sur roues | et aussi - Sylvain Hétu dans Le Courage d'un con - Jean-Marie Moncelet dans Austin Powers: Agent secret 00Sexe |